# Tatların, Acıgöl
Tatların là một thị trấn thuộc huyện Acıgöl, tỉnh Nevşehir, Thổ Nhĩ Kỳ. Dân số thời điểm năm 2011 là 2.262 người.